# Xanthocercis rabiensis
Xanthocercis rabiensis é uma espécie vegetal da família Fabaceae.
É uma espécie endêmica e exclusiva do Gabão.